# 安永沙都子
安永沙都子（日语：／ Yasunaga Satoko，1963年7月27日—1993年4月6日），日本女性前配音員。出身於東京都。身高157cm。

## 經歷
安永沙都子在不顧父母的強烈反對，從桐朋學園藝術短期大學院演劇系畢業之後，進入了一家劇團，解散後轉身投入配音工作。隸屬於81 Produce，但在1993年4月6日死於卵巢癌。得年29歲。

## 繼任
在安永逝世後，配音員接任作品如下：
- 石川寬美：
- 木藤聰子（《一個人也可以Mon！（日语：ひとりでできるもん!）》）：索克斯修女
- 渡邊久美子（《辛普森一家》）：克什米爾公主[注 1]
- 弘中久美子（日语：弘中くみ子）（《神勇搭檔（英语：Tequila and Bonetti）》）：安潔拉·嘉西亞[注 2]
- 村井每早（《麵包超人》）：小雪人
- 芝原千彌子（《西城故事》TBS新錄製版）：任何人[注 3]
- 井上喜久子（《緋色螺旋四重奏（日语：バーヴェリアン四重奏）》）：川上咲子

## 演出

### 外語配音

#### 電影
- 異形（瓊·蘭伯特〈維羅妮卡·卡特萊特（英语：Veronica Cartwright）〉）※朝日電視台版。
- 死亡漩渦（英语：D.O.A. (1988 film)）（庫奇·菲茨韋林〈羅賓·約翰遜（英语：Robin Johnson）〉）※VHS版。
- 賭彩黑名單
- F/X魔鬼任務2（英语：F/X2）（凱莉〈麗莎·法隆〉、秘書）※VHS版。
- 十三號星期五4（英语：Friday the 13th: The Final Chapter）（莎拉）※日本電視台版。
- 月光光心慌慌2（珍妮特·馬歇爾〈安娜·艾麗西亞（英语：Ana Alicia）〉）※日本電視台版[注 4]。
- 大白鯊 ※TBS版。
- 大白鯊4（露易莎〈琳恩·惠特菲爾德〉）※朝日電視台版。
- 誰殺了甘迺迪（瑪琳娜·奧斯華·波特（英语：Marina Oswald Porter）〈貝婭塔·波茲尼亞克〉）※影碟版。
- 寶貝福星（英语：Johnny Dangerously）（莎莉〈格琳妮絲·奧康納（英语：Glynnis O'Connor）〉）※日本電視台版。
- 萬惡城市（英语：New Jack City）（凱莎〈凡妮莎·A·威廉斯（英语：Vanessa Estelle Williams）〉）※VHS、DVD版。
- 赤色黎明（托妮·曼森〈珍妮佛·葛蕾（英语：Jennifer Grey）〉）※TBS版。
- 少林搭棚大師（錢西〈陽青青〉）
- 荒漠浩劫（英语：Savage Harvest (1981 film)）（克里斯蒂〈拉爾芙·海費爾〉）
- 回到過去（英语：Scrooged） ※富士電視台版。
- 烏龍大頭兵（英语：Stripes (film)）
- 紐約大怪談（英语：The Believers） ※朝日電視台版。
- 辛巴達金航記（英语：The Golden Voyage of Sinbad）（馬爾吉安那（英语：Margiana）〈卡羅琳·門羅（英语：Caroline Munro）〉）
- 抱得美人歸（英语：The Marrying Man）
- 沉默的羔羊 ※VHS版。
- 洛城生死鬥（英语：To Live and Die in L.A. (film)） ※TBS版。
- 魔鬼總動員（變異女孩）※ANA機內上映版。
- 夏日福星（芭達雅觀光客）
- 西城故事（任何人〈蘇珊·奧克斯〉）※TBS新錄製版。

#### 電視影集
- 神勇搭檔（英语：Tequila and Bonetti）（安吉拉·加西亞〈瑪莉絲卡·哈吉塔〉）※WOWOW版。
- 吉姆·亨森時間（英语：The Jim Henson Hour）

#### 動畫
- 蝙蝠俠：動畫系列
- 救難小福星（波莫納）※新配音版。
- 唐老鴨俱樂部（貢多拉·迪）
- 忍者龜 (東京電視台版)（廣播、送貨員）
- 辛普森家庭（克什米爾公主〈初代日語配音〉）

### 電視動畫
1985年
- 忍者戰士飛影（大蛇）

1986年
- 珊瑚礁傳說 藍海的艾爾菲（日语：サンゴ礁伝説 青い海のエルフィ）
- 陽光普照（排球社社員）
- 光之傳說（女性廣播、觀眾）

1988年
- 麵包超人（鍋子小姐〈初代〉、小雪人〈第2代〉）

1989年
- 寶馬神童（日语：青いブリンク）（奈奈）
- 亂馬½ (1989年版)（裁判）

1991年
- 淘氣的雙胞胎 克萊爾學院物語（日语：おちゃめなふたご クレア学院物語）（托馬斯老師）
- 青澀花園（山本）
- 朱古力小精靈（日语：おばけのホーリー）（緞帶、烹調平底鍋）
- 我與我 兩個綠蒂（烏爾麗克老師）
- 魔法公主 明琪桃子 擁抱夢想（日语：魔法のプリンセス ミンキーモモ）（珍奈特）

1992年
- 黑色推銷員

### 電影動畫
- 鄰家女孩：沒有背號的王牌投手（1986年，氣象預報姐姐）
- 銀河英雄傳說外傳：黃金之翼（1992年，克拉里貝兒·馮·繆傑爾）

### OVA
- 龍世紀（日语：竜世紀）（1988年）
- A.D.POLICE（日语：A.D.POLICE）（1990年）
- Goddamn（日语：ガッデム）（1990年）
- 戰國武將列傳 爆風童子必殺人（日语：戦国武将列伝 爆風童子ヒッサツマン）（1990年，信子公主）
- 綠山高校 甲子園篇（日语：緑山高校）（1990年，黃鶯小姐）
- 猴子拳的世界愛麗絲（日语：アリス・ザ・ワイルド）（1991年，美女）
- 琉璃色公主（日语：るり色プリンセス）（1992年，蕾拉）

### 廣播劇CD
- 源氏（日语：源氏 (漫画)）（1991年，花街女性）
- 緋色螺旋四重奏（日语：バーヴェリアン四重奏）（1992年，川上咲子）

### 遊戲
- Yumimi Mix（日语：ゆみみみっくす）（1993年，吉澤弓美的母親）

### 教育節目
- （〈初代〉）
- 一個人也可以辦得到Mon！（日语：ひとりでできるもん!）（索克斯修女〈初代〉）

## 腳註

## 外部連結
- （日語）—WEB THE TELEVISION（日语：ザテレビジョン）
- 安永沙都子 （页面存档备份，存于） （日語）—allcinema（日语：allcinema）